# Cerceris
Cerceris é um gênero de insetos himenópteros, mais especificamente de vespas pertencente à família Crabronidae. A autoridade científica da gênero é Latreille, um zoologista francês, tendo sido descrita no ano de 1802.

## Espécies
Este género tem algumas das seguintes espécies:
- Cerceris arenaria Linnaeus, 1758
  - Subespécie: Cerceris arenaria arenaria Linnaeus, 1758
- Cerceris bellona Mercet, 1914
- Cerceris bicincta Klug, 1835
- Cerceris bupresticida Dufour, 1841
- Cerceris circularis Fabricius, 1804
  - Subespécie: Cerceris circularis dacica Schletterer, 1887
- Cerceris dusmeti Giner Mari, 1941
- Cerceris eryngii Marquet, 1875
  - Subespécie: Cerceris eryngii eryngii Marquet, 1875
- Cerceris fimbriata Rossi, 1790
  - Subespécie: Cerceris fimbriata fimbriata Rossi, 1790
- Cerceris flavicornis Brullé, 1833
- Cerceris flavilabris Fabricius, 1793
  - Subespécie: Cerceris flavilabris flavilabris Fabricius, 1793
- Cerceris flaviventris Vander Linden, 1829
  - Subespécie: Cerceris flaviventris flaviventris Vander Linden, 1829
  - Subespécie: Cerceris flaviventris lusitana Beaumont, 1953
- Cerceris ibericella Leclercq, 1979
- Cerceris interrupta Panzer, 1799
  - Subespécie: Cerceris interrupta peninsularis Mercet, 1903
- Cerceris lunata A. Costa, 1869
- Cerceris maculicrus Beaumont, 1967
- Cerceris media Klug, 1835
- Cerceris odontophora  Schletterer, 1887
- Cerceris quadricincta Panzer, 1799
  - Subespécie: Cerceris quadricincta quadricincta Panzer, 1799
- Cerceris quadrifasciata Panzer, 1799
- Cerceris quinquefasciata Rossi, 1792
  - Subespécie: Cerceris quinquefasciata consobrina Kohl, 1898
  - Subespécie: Cerceris quinquefasciata quinquefasciata Rossi, 1792
- Cerceris rossica  Shestakov, 1914
- Cerceris rubida Jurine, 1807
- Cerceris ruficornis Fabricius, 1793
  - Subespécie: Cerceris ruficornis ruficornis Fabricius, 1793
- Cerceris rutila Spinola, 1839
- Cerceris rybyensis Linnaeus, 1771
  - Subespécie: Cerceris rybyensis rybyensis Linnaeus, 1771
- Cerceris sabulosa Panzer, 1799
  - Subespécie: Cerceris sabulosa sabulosa Panzer, 1799
- Cerceris somotorensis Balthasar, 1956
- Cerceris specularis A. Costa, 1869
  - Subespécie: Cerceris specularis specularis A. Costa, 1869
- Cerceris spinipectus F. Smith, 1856
- Cerceris stratiotes Schletterer, 1887
- Cerceris tenuivittata Dufour, 1849
- Cerceris tuberculata Villers, 1787